# Teodoro I Paleólogo
Teodoro I Paleólogo (em grego: Θεόδωρος Α΄ Παλαιολόγος; romaniz.: Theodōros I Palaiologos) (c. 1355 – 1407) foi déspota do Despotado da Moreia de 1382 até à sua morte em 24 de junho de 1407. Era o filho sobrevivente mais novo do imperador bizantino João V Paleólogo e da sua esposa Helena Cantacuzena. O seu avô materno era o imperador João VI Cantacuzeno. Os seus irmãos mais velhos eram os imperadores Andrónico IV Paleólogo e Manuel II Paleólogo.

## História
Em 1376 Teodoro I, já designado déspota, foi encarregado de governar Tessalónica pelo seu pai João V, mas antes que aquele pudesse entrar na cidade foi detido e lançado na Prisão de Anemas juntamente com o seu pai e o seu irmão Manuel II pelo seu irmão mais velho Andrónico IV. O cativeiro durou todo o tempo da usurpação por Andrónico IV, de 1376 a 1379. Pouco depois da restauração de João V, Manuel foi nomeado governador de Tessalónica e a Teodoro coube o governo do Despotado da Moreia.  
A Moreia encontrava-se nas mãos de Manuel Cantacuzeno, um filho mais novo de João VI, mesmo depois da abdicação deste em 1354. Manuel faleceu em 1380 e sucedeu-lhe o seu irmão mais velho, o antigo co-imperador Mateus Cantacuzeno, que veio ou a morrer ou a abandonar as rédeas do poder em 1383. Foi nesta altura que Teodoro foi nomeado governador da Moreia (em 1382), mas a Mateus sucedeu (se bem que brevemente) o seu filho Demétrio I Cantacuzeno. Teodoro I Paleólogo chegou à Moreia em 1383 e tomou conta do governo da província com êxito. 
O jovem déspota cedo iniciou guerras com o intuito de expandir as fronteiras da sua província. As campanhas militares que liderou foram, provavelmente, os maiores êxitos militares dos Bizantinos desde a anexação de grandes extensões na Tessália e no Epiro pelo seu avô paterno, Andrónico III Paleólogo, no início do século XIV. De forma a aumentar as fileiras do seu exército, Teodoro promoveu a povoação da Moreia com populações albanesas, para enfrentar os terratenentes locais, os Latinos vizinhos da sua província e os Otomanos, a maior de todas as ameaças. 
Teodoro obteve as primeiras vitórias em 1388, às quais se seguiu rapidamente a conquista de Argos. No entanto, a República de Veneza interveio e apoderou-se de Argos ao mesmo tempo que coloca Patras sob a sua protecção. A situação resolveu-se com a assinatura de uma aliança militar entre o Despotado e Veneza em 1394. Bajazeto I dos Otomanos começava a expandir as suas possessões nos Balcãs e os dois rivais no Peloponeso tiveram de se unir para se defenderem de uma provável invasão turca. A nova aliança foi acompanhada por uma decisão de construir uma muralha cruzando o Istmo de Corinto. 
O génio militar de Teodoro tornou-se evidente quando não só derrotou os invasores Otomanos como também contra-atacou, conquistando Corinto em 1395 e Atenas em 1396. Bajazeto I decidiu então contrariar a ameaça que Teodoro representava lançando uma invasão da Moreia. Ao contrário do seu irmão mais velho, Manuel II, Teodoro não tentou render-se e decidiu lutar até ao fim. Quando percebeu que não conseguiria impedir a conquista de Mistras e de Corinto pelos Otomanos, preferiu oferecer ambas as cidades aos Cavaleiros Hospitalários de Rodes (Corinto em 1397 e Mistras em 1400).
Os seus métodos revelaram-se eficazes. Apesar de Bajazeto ter declarado a Moreia uma província otomana, não conseguiu controlá-la completamente antes de desmobilizar o seu exército e regressar à sua capital de Edirne. Teodoro conseguiu restabelecer o seu controlo da Moreia e recuperar muitas das suas anteriores conquistas. Os Hospitalários chegaram mesmo a devolver-lhe Mistras e Corinto em 1404, quando as suas forças já não se revelavam necessárias para defender a zona.
Em 1400, Bajazeto I virou as suas atenções para Constantinopla e montou cerco à cidade. O imperador Manuel II conseguiu escapar juntamente com a maior parte da família imperial, para dirigir-se, pessoalmente, às cortes ocidentais em busca de auxílio. Entretanto deixou a sua família ao cuidado de Teodoro, na nova capital da Moreia em Monemvasia.
Teodoro I casara-se com Bartolomea Acciaiuoli, filha do duque Nério I Acciaiuoli de Atenas, mas não se sabe que tenham tido filhos. Pouco antes da sua morte, Teodoro tomou votos eclesiásticos e tornou-se monge com o nome de "Teodoreto", tendo morrido em 24 de Junho de 1407. O problema da sua sucessão à frente da Moreia foi resolvido quando Manuel II nomeou o seu próprio filho menor Teodoro II Paleólogo o novo déspota da província.
Algumas fontes consideram que uma filha, cuja identidade é desconhecida, se tornou a esposa de Solimão Chelebi (Süleyman Çelebi), sultão em Edirne durante o "Interregno otomano". Não se conhecem descendentes de Solimão.